# Begonia aequata
Begonia aequata es una especie de planta de la familia Begoniaceae. Esta begonia es originaria de las Filipinas. La especie pertenece a la sección Petermannia; fue descrita en 1854 por el botánico estadounidense Asa Gray (1810-1888). El epíteto específico es aequata que significa «ecualizada», en referencia a la baja asimetría del lóbulo de la hoja, forma rara entre begonias.